# Campeonato Mundial de Atletismo em Pista Coberta de 2022 - Salto com vara masculino
A prova do salto com vara masculino do Campeonato Mundial de Atletismo em Pista Coberta de 2022 ocorreu no dia  20 de março na Belgrade Arena, em Belgrado, na Sérvia.

## Recordes
Antes desta competição, os recordes mundiais e do campeonato nesta prova eram os seguintes:
|                       | Nome              | Nacionalidade | Altura  | Local    | Data                |
| --------------------- | ----------------- | ------------- | ------- | -------- | ------------------- |
| Recorde mundial       | Armand Duplantis  | Suécia        | 6m 19cm | Belgrado | 7 de março de 2022  |
| Recorde do campeonato | Renaud Lavillenie | França        | 6m 02cm | Portland | 17 de março de 2016 |

Os seguintes recordes foram estabelecidos durante esta competição:
| Data        | Evento | Atleta           | Nacionalidade | Altura  | Notas |
| ----------- | ------ | ---------------- | ------------- | ------- | ----- |
| 20 de março | Final  | Armand Duplantis | Suécia        | 6m 20cm | ,     |

## Medalhistas
| Ouro                   | Prata             | Bronze                   |
| Armand Duplantis (SWE) | Thiago Braz (BRA) | Christopher Nilsen (USA) |

## Cronograma
Todos os horários são locais (UTC+1).
| Data        | Hora  | Evento |
| ----------- | ----- | ------ |
| 20 de março | 16:35 | Final  |

## Resultado final
A final ocorreu dia 20 de Março às 16:35.
| Posição           | Atleta                | Nacionalidade  | 5.45 | 5.60 | 5.75 | 5.85 | 5.90 | 5.95 | 6.05 | 6.20 | Resultados | Notas                 |
| ----------------- | --------------------- | -------------- | ---- | ---- | ---- | ---- | ---- | ---- | ---- | ---- | ---------- | --------------------- |
| Medalha de ouro   | Armand Duplantis      | Suécia         | –    | o    | –    | o    | –    | o    | o    | xxo  | 6.20       | ,                     |
| Medalha de prata  | Thiago Braz           | Brasil         | –    | o    | o    | xo   | –    | xxo  | xxx  |      | 5.95       | Recorde sul-americano |
| Medalha de bronze | Christopher Nilsen    | Estados Unidos | o    | o    | o    | o    | xo   | xxx  |      |      | 5.90       |                       |
| 4                 | Valentin Lavillenie   | França         | o    | o    | xo   | xo   | xxx  |      |      |      | 5.85       | Recorde da temporada  |
| 5                 | Ben Broeders          | Bélgica        | o    | o    | o    | xx–  | x    |      |      |      | 5.75       | Recorde da temporada  |
| 5                 | Menno Vloon           | Países Baixos  | o    | o    | o    | xxx  |      |      |      |      | 5.75       |                       |
| 7                 | Kurtis Marschall      | Austrália      | xo   | o    | o    | xxx  |      |      |      |      | 5.75       |                       |
| 8                 | Sondre Guttormsen     | Noruega        | o    | xxo  | o    | xxx  |      |      |      |      | 5.75       |                       |
| 9                 | Oleg Zernikel         | Alemanha       | xo   | o    | xxo  | xxx  |      |      |      |      | 5.75       |                       |
| 10                | Pål Haugen Lillefosse | Noruega        | o    | o    | xxx  |      |      |      |      |      | 5.60       |                       |
| 10                | KC Lightfoot          | Estados Unidos | o    | o    | xxx  |      |      |      |      |      | 5.60       |                       |
| 12                | Thibaut Collet        | França         | o    | xo   | xxx  |      |      |      |      |      | 5.60       |                       |
| 13                | Torben Blech          | Alemanha       | o    | xxo  | xxx  |      |      |      |      |      | 5.60       |                       |

Legenda
| Recorde mundial       | Recorde mundial (World record)               |                       | Recorde africano                      | Recorde africano (African) |                                           | Q | Classificado por posição (Qualified) |
| Recorde do campeonato | Recorde do campeonato (Championship record)  | Recorde da América    | Recorde da América (Americas)         | q                          | Classificado por melhor tempo (Qualified) |   |                                      |
| Melhor marca do ano   | Melhor marca do ano (World leading)          | Recorde asiático      | Recorde asiático (Asian)              | DNS                        | Não largou (Did not start)                |   |                                      |
| Recorde nacional      | Recorde nacional (National record)           | Recorde europeu       | Recorde europeu (European)            | DNF                        | Não terminou (Did not finish)             |   |                                      |
| Recorde pessoal       | Recorde pessoal do atleta (Personal best)    | Recorde da Oceania    | Recorde da Oceania (Oceania)          | DSQ / DQ                   | Desclassificado (Disqualified)            |   |                                      |
| Recorde da temporada  | Recorde da temporada do atleta (Season best) | Recorde sul-americano | Recorde sul-americano (South America) | NM                         | Sem marca (No mark)                       |   |                                      |